# Egils Leščinskis

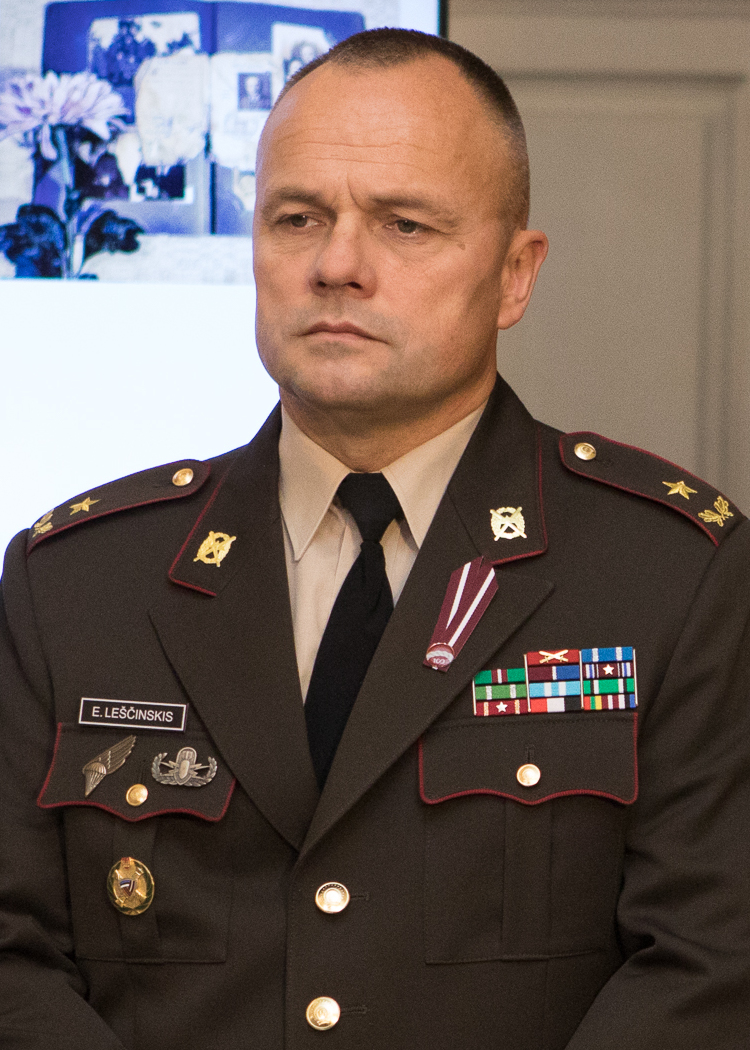
Egils Leščinskis (2019)

Egils Leščinskis (* 18. Juli 1967) ist ein Offizier der lettischen Streitkräfte im Range eines Brigadegenerals. Von Mai 2019 bis Februar 2023 war er Kommandant der lettischen Nationalgarde (lettisch Zemessardze).

## Leben
Der heutige General wurde 1967 in der damaligen Lettischen SSR geboren. Im Jahr 1992 absolvierte er die Technische Universität Riga.

### Militärische Laufbahn
Im Rahmen der Wiedererlangung der staatlichen Unabhängigkeit Lettlands schloss sich Egils Leščinskis 1991/92 den im Neuaufbau befindlichen Streitkräften seines Heimatlandes an.
Er sammelte Erfahrung im internationalen Militärdienst am NATO-Hauptquartier in Belgien und als Dozent am Baltic Defence College. Im Jahr 2004 nahm er an der Friedensoperation im Irak (Multi-National Force – Iraq) teil. Zudem besuchte er zahlreiche Weiterbildungen an Militärakademien im Ausland. Von 2011 bis 2015 war Leščinskis Rektor der Lettischen Nationalen Verteidigungsakademie. Im August 2018 übernahm er den Posten des Stabschefs der lettischen Nationalgarde.
Am 30. Mai 2019 löste er Ainārs Ozoliņš als Kommandant des Zemessardze ab und wurde am 5. November desselben Jahres zum Brigadegeneral ernannt. Nachdem er den Posten als Befehlshaber der Nationalgarde 2023 seinerseits an Kaspars Pudāns übergeben hatte, wurde er als stellvertretender Stabschef der Streitkräfte tätig.

### Privates
Egils Leščinskis ist verheiratet und Vater von zwei Töchtern.

## Auszeichnungen
|  | Komtur des Westhard-Ordens (2015) |